# Getränkekiste
Ein Flaschenkasten oder Getränkekasten, in Österreich und Süddeutschland auch Getränkekiste oder Rahmen; in der Schweiz (und fachlich in der DDR) Harass, bairisch Tragl, bei entsprechendem Inhalt auch Bierkasten oder Bierkiste, ist ein Gebinde, welches dem Transport von Getränkeflaschen dient. Ursprünglich war er aus Holz, heute ist er in der Regel aus Kunststoff, zumeist aus HD-PE. Getränkekästen werden vorwiegend für Pfandflaschen eingesetzt, wobei für die Kästen gesondert nach Art ebenfalls ein Pfandbetrag erhoben wird.
Die heute im Handel üblichen Kästen sind so gebaut, dass die Unterseite auf der Oberseite eines baugleichen Kastens einrastet, wenn man die Getränkekästen aufeinandersetzt. Hierdurch sind die Kästen gut stapelbar und für den Transport geeignet. Diese Eigenschaft bildet auch die Grundlage beim Spiel Kistenstapeln.
Damit können sie effizient und ohne Verlust von Transportraum auf Europaletten mit der Grundfläche von 1200 mm × 800 mm gestapelt und transportiert werden. Im Format 400 mm × 300 mm werden Europaletten mit 40 Kisten bestückt, im Kistenformat 300 mm × 200 mm werden 60 bis 80 Kisten auf die Palette im Versatz gestapelt. Eine mit Leergut bestückte Europalette wiegt etwa 200 bis 400 kg. Mit Vollgut erreicht sie ein Gewicht von 550 bis 1200 kg.

## Maße
Mineralwasserkästen („Brunnenkasten“) für GDB-Glas-Mehrwegflaschen (Normbrunnenflasche) haben eine Grundfläche von 353 mm × 275 mm bei einer Höhe von 345 mm. Sie werden zu 48 oder 60 Stück auf sogenannte Brunnenpaletten mit einer Fläche von 1100 mm × 1070 mm (also kein Euromaß) gestapelt.
- Bierkästen mit 20 Flaschen à 0,5 Liter (NRW-Flaschen „Vichyform“) haben die Grundfläche von 400 mm × 300 mm[3] bei einer Höhe zwischen 260 und 300 mm, diese werden auf Europaletten (EPAL1) mit einer Fläche von 1200 mm × 800 mm mit 8 Bierkästen in einer Lage aufgerichtet; mit 20 Flaschen à 0,5 Liter (Euroflaschen) haben die Grundfläche von 400 mm × 330 mm und einer Höhe von 260 mm,[4] diese werden auf Brauereipaletten mit einer Fläche von 1200 mm × 1000 mm (ähnlich der EPAL2)  mit 9 Bierkästen in einer Lage aufgerichtet; mit 24 Flaschen à 0,33 Liter die Grundfläche von 400 mm × 270 mm und einer Höhe von 271 mm[5].
- Mineralwasserkästen (GDB Deutscher Brunnen) mit 12 Flaschen à 0,75 Liter haben die Grundfläche 355 mm × 270 mm bei einer Höhe von 345 mm (330 mm, wenn durch Stapeln eingesunken), mit 6 Flaschen à 1,5 Liter die Grundfläche von 300 mm × 200 mm.
- Saftkästen mit 6 Flaschen à 0,75 oder 6 Flaschen à 1 Liter und Milchkästen haben die Grundfläche von 300 mm × 200 mm.

## Massen
Mit 48 Kisten Leergut bestückt hat eine Brunnenpalette eine Masse von ca. 350 kg, bei 60 Kisten ca. 440 kg. Mit Vollgut bestückt haben die Paletten 815 bis 1050 kg an Masse.
- 12 × 1 Liter (PET-Flaschen) × 40 Kisten Vollgut haben etwa eine Masse von 560 kg.
- 20 × 0,5 Liter × 40 Kisten haben etwa eine Masse von 800 kg.
- 12 × 0,5 Liter × 60 Kisten haben etwa eine Masse von 700 kg.

Biergetränkekästen enthalten meist 24 × 0,33-Liter-Flaschen (insgesamt rund 8 Liter/Kasten) oder 20 × 0,5-Liter-Flaschen (insgesamt 10 Liter/Kasten).

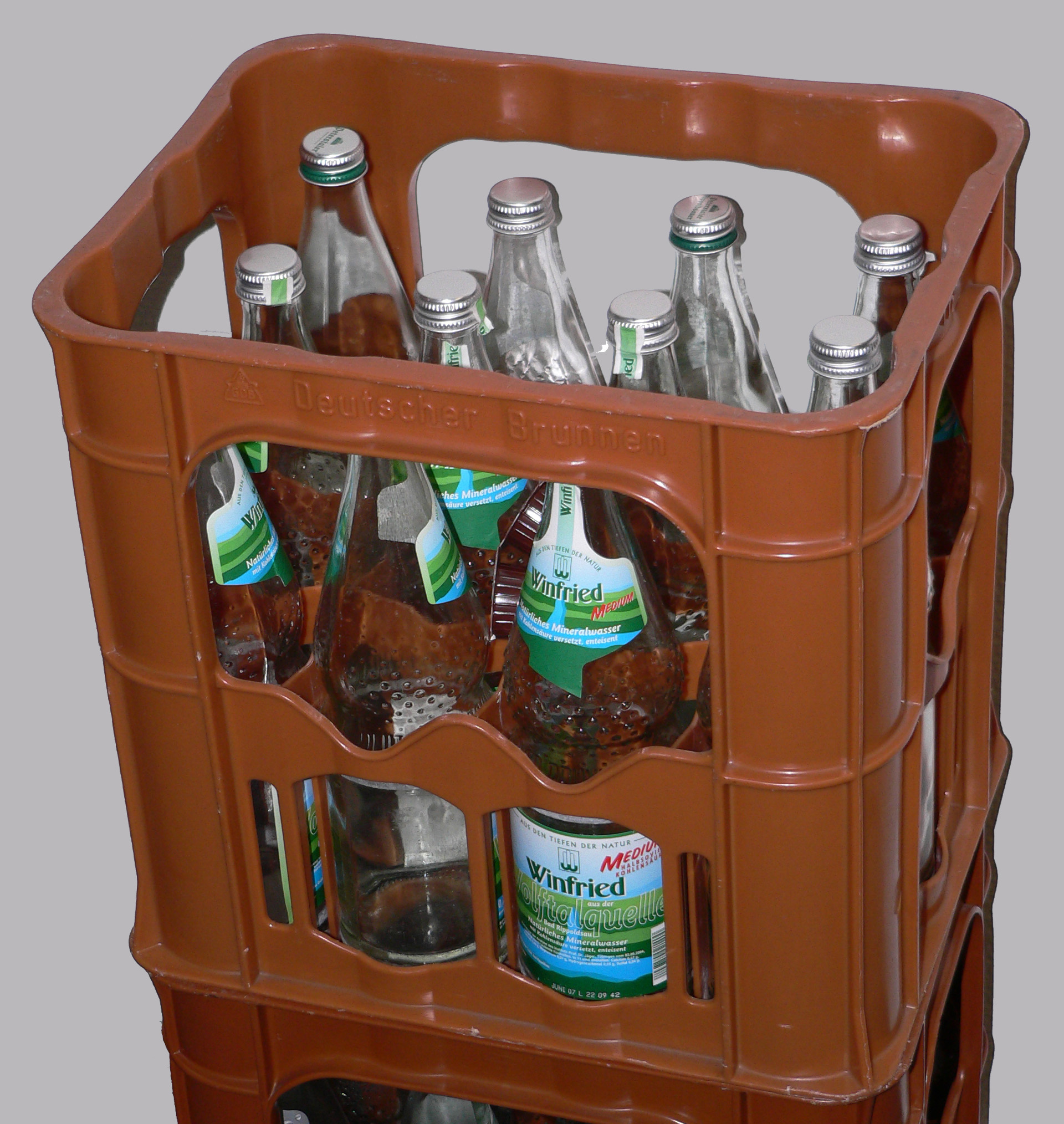
Mineralwasserkasten der GDB
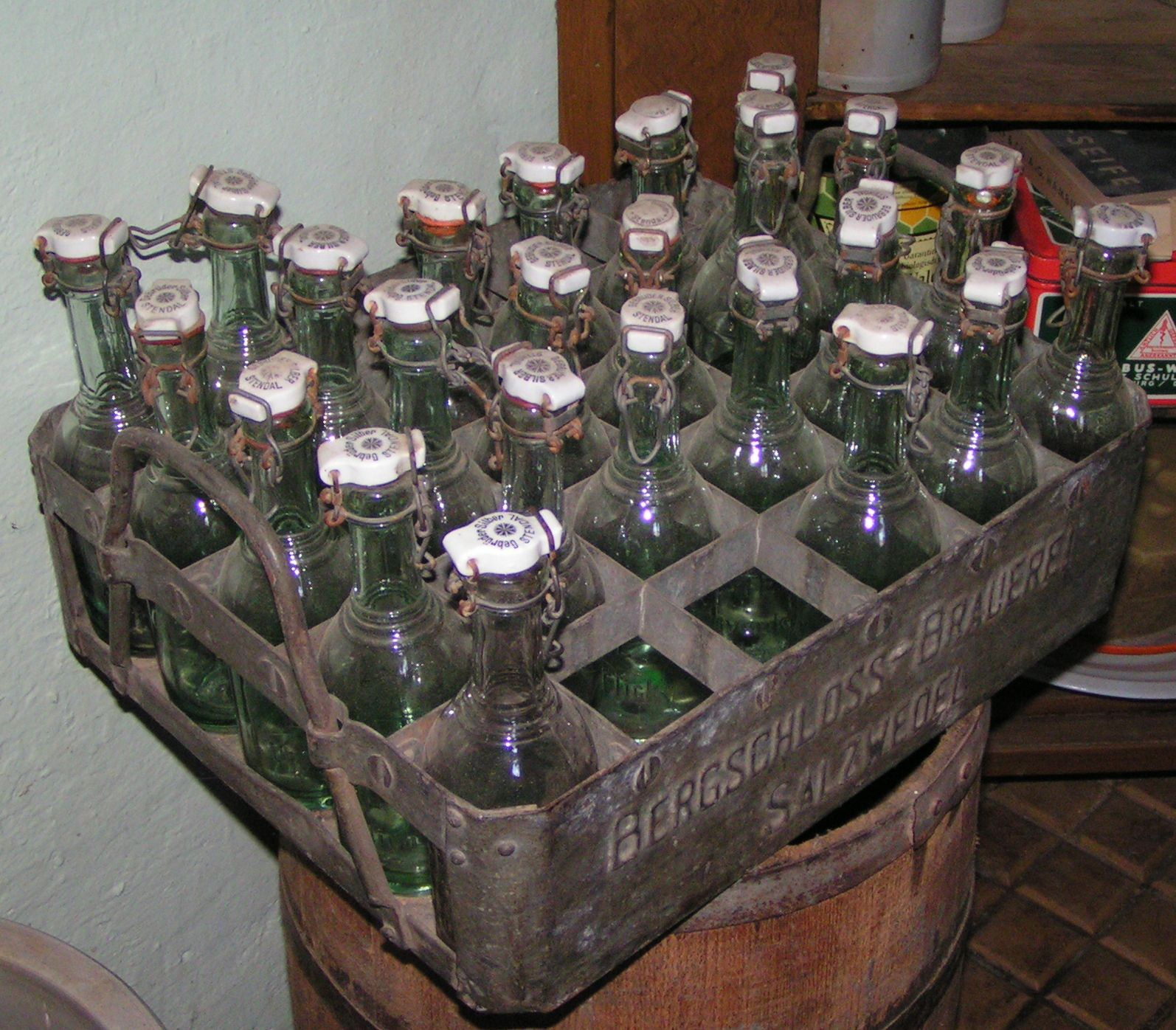
Historischer Bierkasten
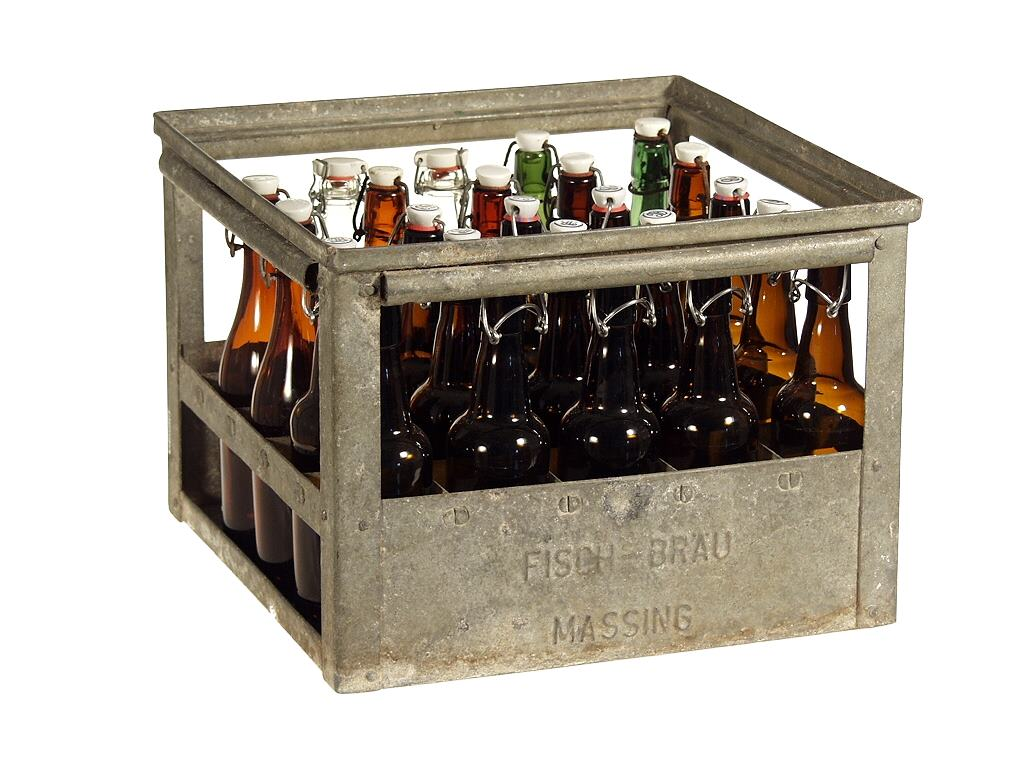
Historischer Bierkasten
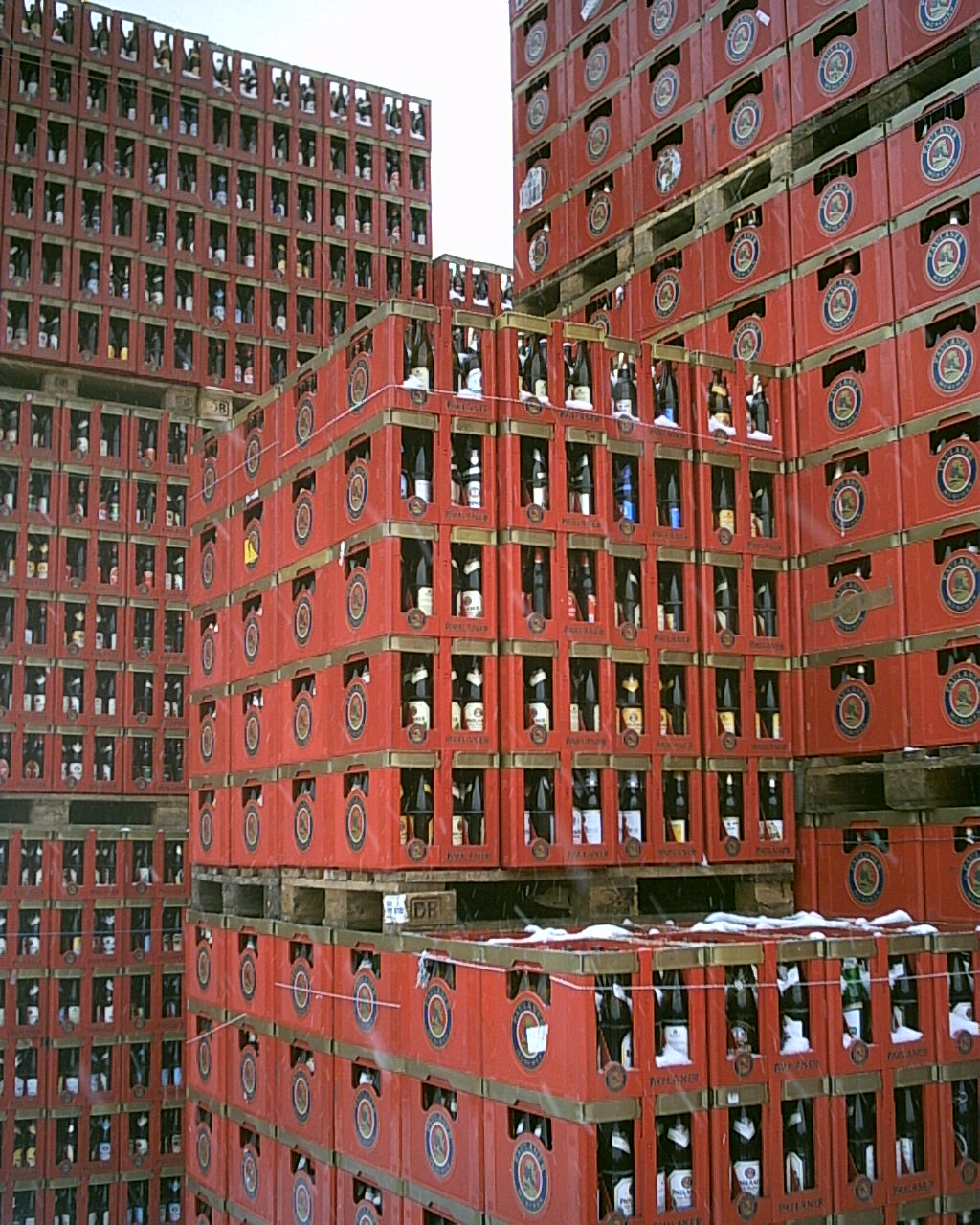
Auf Paletten gestapelte Bierkästen
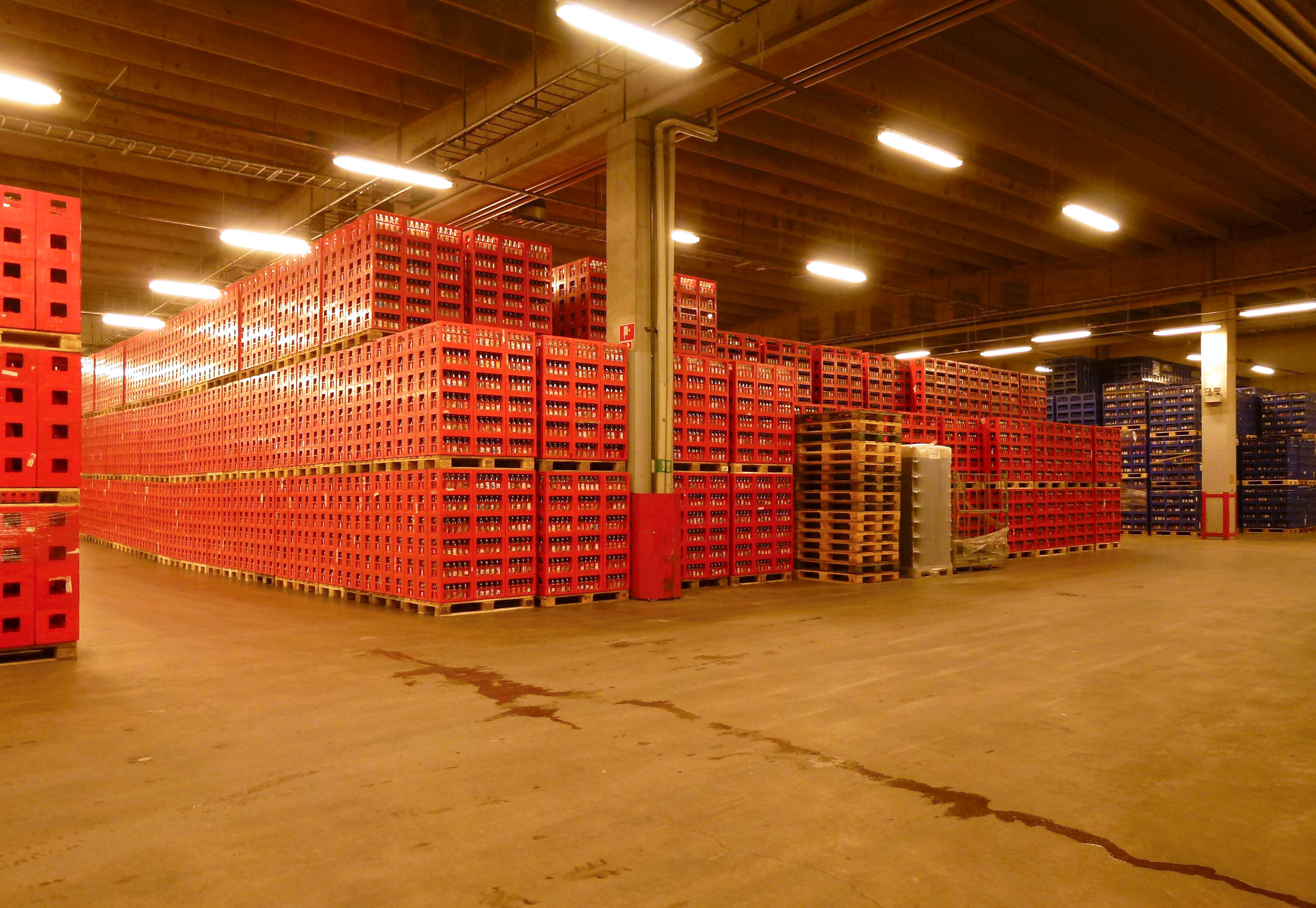
Vorrat von Getränkekästen einer Brauerei in Schweden

## Pfand
Getränkekisten (und auch Kisten für Joghurt in Mehrweggläsern o. Ä.) sind in der Regel mit 1,50 € (vor der Änderung der Mehrwegbesteuerungsnorm 2009 mit 3 €) bepfandet. Die Kisten gelten meist als „unverkäufliches Eigentum“; das heißt, es wird mit dem Pfand kein Eigentum erworben, sondern lediglich eine leiheähnliche Gebrauchsüberlassung. Durch die Beschriftung und Kennzeichnung kann die weit überwiegende Mehrzahl der verwendeten Kisten einem Hersteller bzw. Vertreiber zugeordnet werden, so dass bei diesem stets das Eigentum verbleibt. Schwierigkeiten bereiten in der Praxis die von manchen Herstellern angebotenen halbierbaren Kästen, wobei hierfür pro Hälfte auch nur das halbe Pfand und für die gesamte Kiste das ganze Pfand (0,75 bzw. 1,50 €) vergütet werden.

## Trivia
Der Umbau von Getränkekisten zu sogenannten „fahrenden Bierkisten“ ist ein beliebter Scherz der DIY-, Maker- und Tuning-Szenen. Dabei werden in den Bierkisten zumeist Leichtkraft- oder Elektromotoren hoher Leistungsdichte verbaut und rudimentäre Sitz- und Steuerkomponenten verbaut. Je nach Vorliebe sind die Getränkekisten von außen kaum als Kraftfahrzeuge zu erkennen oder aber mit entsprechenden Komponenten wie Kartreifen ausgestattet. Neben zahlreichen „viralen“ Webvideos fanden entsprechende Außerverkehrssetzungen vielfach mediale Berichterstattung.